# Feenbarsche
Die Familie der Feenbarsche (Grammatidae) kommt im westlichen, tropischen Atlantik vor.

## Merkmale
Feenbarsche werden 2,2 bis 10 cm lang. Sie sind in den meisten Fällen sehr farbenfroh mit leuchtenden, kontrastierenden Farben und manchmal einem Augenfleck auf der Rückenflosse. Sie ähneln damit den verwandten Zwergbarschen (Pseudochromidae), die aber im tropischen Indopazifik beheimatet sind.
Ihr Körper ist gedrungen bis langgestreckt, seitlich abgeflacht und meist von Ctenoidschuppen bedeckt. Die Augen sind groß und sitzen weit vorne. Dis Schnauze ist kurz, das Maul endständig. Prämaxillare, Unterkiefer, Pflugscharbein und Gaumenbein sind mit bürstenartigen Zähnen besetzt. Der Vorkiemendeckel ist gesägt oder glatt, der Kiemendeckel besitzt zwei oder weniger flache, kurze Dorne. Die 12 bis 35 Kiemenreusenstrahlen auf dem ersten Kiemenbogen sind lang. Die Anzahl der Branchiostegalstrahlen liegt bei sechs. Die Seitenlinie ist geteilt, mit einem Abschnitt entlang der Rückenflosse, der unter dem letzten Rückenflossenstrahl endet und einem Abschnitt auf der Mitte des Schwanzflossenstiel, oder fehlt. Die Rückenflosse ist einheitlich und langgestreckt. Der erste Flossenstrahl der Bauchflossen ist schmal und lang und reicht manchmal bis zum Ende der Afterflosse oder darüber hinaus. Die übrigen vier Flossenstrahlen sind verzweigt. Die Schwanzflosse ist abgerundet, halbmondförmig oder schließt gerade ab. In einigen Fällen ist ihr unterer Lobus länger. 
- Flossenformel: Dorsale XI–XIV/6–10, Anale III/6–10, Petorale 14–19, Ventrale I/5.
- Schuppenformel: mLR 20–48.

## Lebensweise
Feenbarsche leben sehr versteckt in Korallen- und Felsriffen bis in Tiefen von 350 Metern. Sie leben einzeln oder in kleinen Gruppen in Kleinstrevieren in der Nähe eines Unterstandes (Höhle, Felsspalte), von dem sie sich meist nicht besonders weit entfernen und in den sie bei Gefahr sofort verschwinden. Feenbarsche schwimmen substratorientiert, d. h. nah unter einem Überstand schwimmen sie mit dem Bauch nach oben. Sie ernähren sich von Zooplankton und säubern auch größere Fische von Parasiten (Putzsymbiose). Aus Aquarienbeobachtungen – Gramma loreto und Gramma melacara wurden schon gezüchtet – weiß man, dass die Männchen versteckte Nestmulden aus Algen bauen, in die die Weibchen die Eier legen. Die Eier der Feenbarsche besitzen Haftfäden, mit denen sie zusammenhalten.

## Innere Systematik

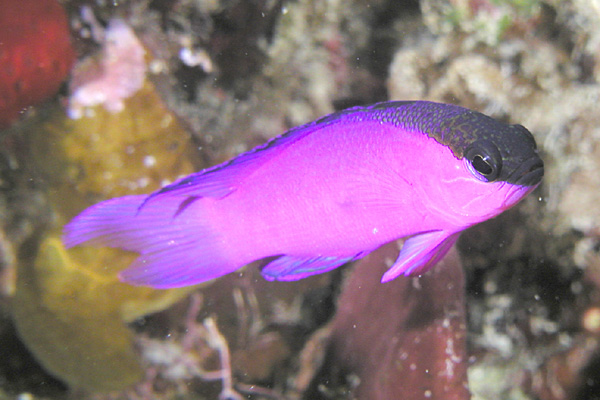
Schwarzkappen-Feenbarsch (Gramma melacara)

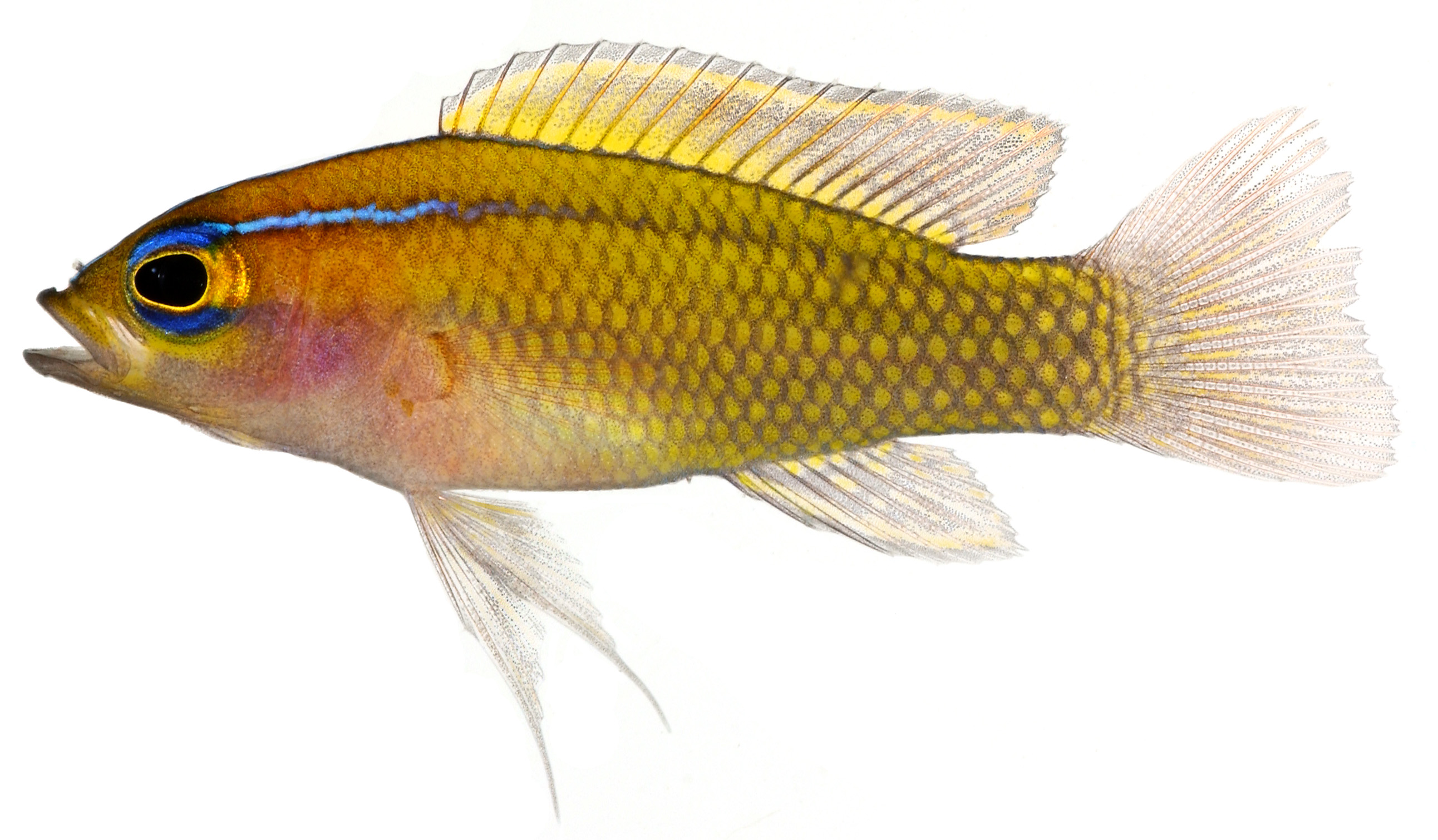
Lipogramma trilineata

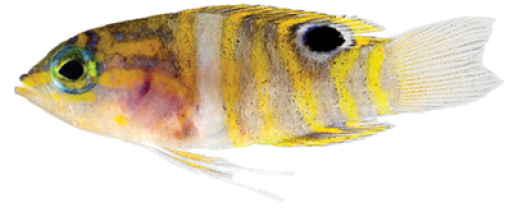
Lipogramma regia

Die Familie Grammatidae umfasst zwei Gattungen mit 18 Arten, davon gehören fünf zur Gattung Gramma und 13 zur Gattung Lipogramma.
- Gramma Poey, 1868.
  - Brasilianischer Feenbarsch (Gramma brasiliensis Sazima, Gasparini & Moura, 1998)
  - Dejongs Feenbarsch (Gramma dejongi Victor & Randall, 2010)
  - Halfter-Feenbarsch (Gramma linki Starck & Colin, 1978)
  - Königs-Feenbarsch (Gramma loreto Poey, 1868)
  - Schwarzkappen-Feenbarsch (Gramma melacara Böhlke & Randall, 1963)
- Lipogramma
  - Lipogramma anabantoides Böhlke, 1960.
  - Lipogramma barrettorum Baldwin, Tornabene, Robertson, Nonaka, Gilmore, 2018.
  - Lipogramma evides Robins & Colin, 1979.
  - Lipogramma flavescens Gilmore & Jones, 1988.
  - Lipogramma haberi Baldwin et al., 2016.
  - Lipogramma idabeli Tornabene et al., 2018.
  - Rotkopf-Feenbarsch (Lipogramma klayi Randall, 1963)
  - Lipogramma levinsoni Baldwin et al., 2016.
  - Lipogramma regia Robins & Colin, 1979.
  - Lipogramma robinsi Gilmore, 1997.
  - Lipogramma rosea Gilbert, 1979.
  - Lipogramma schrieri Baldwin, Tornabene, Robertson, Nonaka, Gilmore, 2018.
  - Lipogramma trilineata Randall, 1963.